# Подковаване на кон (филм, 1893)
„Подковаване на кон“ (на английски: Horse Shoeing) е американски късометражен документален ням филм от 1893 година, заснет от режисьора Уилям Кенеди Диксън в лабораториите на Томас Едисън в Ню Джърси.

## Сюжет
Кинолентата е експериментален образователен филм, който показва двама мъже, подковаващи кон. Докато единият от тях кове подкова в ковачницата, другият подковава коня с готовата подкова. Всяко едно движение, свързано с работата им е представено от гледната точка на страничен наблюдател.

## В ролите
- Уилям Кенеди Диксън[3]